# MTV Europe Music Award para Melhor Artista Africano
O MTV Europe Music Award para Melhor Artista Africano (em inglês:  MTV Europe Music Award for Best African Act) é uma categoria do MTV Europe Music Awards, atribuída desde o ano de 2005. Em 2008, após o lançamento do MTV Africa Music Awards, a categoria foi eliminada. No entanto, com o lançamento da categoria Melhor Artista Global (Best Worldwide Act), a MTV decidiu restaurar a categoria em 2012.
Até ao momento, os únicos artistas lusófonos nomeados para o prémio foram Anselmo Ralph e C4Pedro (ambos angolanos).

## Vencedores e nomeados

### Década de 2000
| Ano  | Vencedores    | Nomeados        |
| ---- | ------------- | --------------- |
| 2005 | 2 face Idibia | - Zamajobe      |
| 2006 | Freshlyground | - Anselmo Ralph |
| 2007 | D'banj        | - Samini        |

### Década de 2010
| Ano  | Vencedores  | Nomeados                                                           |
| ---- | ----------- | ------------------------------------------------------------------ |
| 2012 | D'banj      | - Camp Mulla - Mi Casa - Sarkodie - Wizkid                         |
| 2013 | LCNVL       | - Fuse ODG - Mafikizolo - P-Square - Wizkid                        |
| 2014 | Sauti Sol   | - Davido - Goldfish - Diamond - Toofan                             |
| 2015 | Diamond     | - AKA - Davido - DJ Arafat - Yemi Alade                            |
| 2016 | Ali Kiba    | - Black Coffee - Cassper Nyovest - Olamide - Wizkid                |
| 2017 | Davido      | - Babes Wodumo - C4 Pedro - Nasty C - Nyashinski - Wizkid          |
| 2018 | Tiwa Savage | - Shekhinah - Nyashinski - Fally Ipupa - Davido - Distruction Boyz |